# LIAT
Leeward Islands Air Transport (LIAT) è stata una compagnia aerea di Antigua e Barbuda, con sede a Saint John's.

## Storia

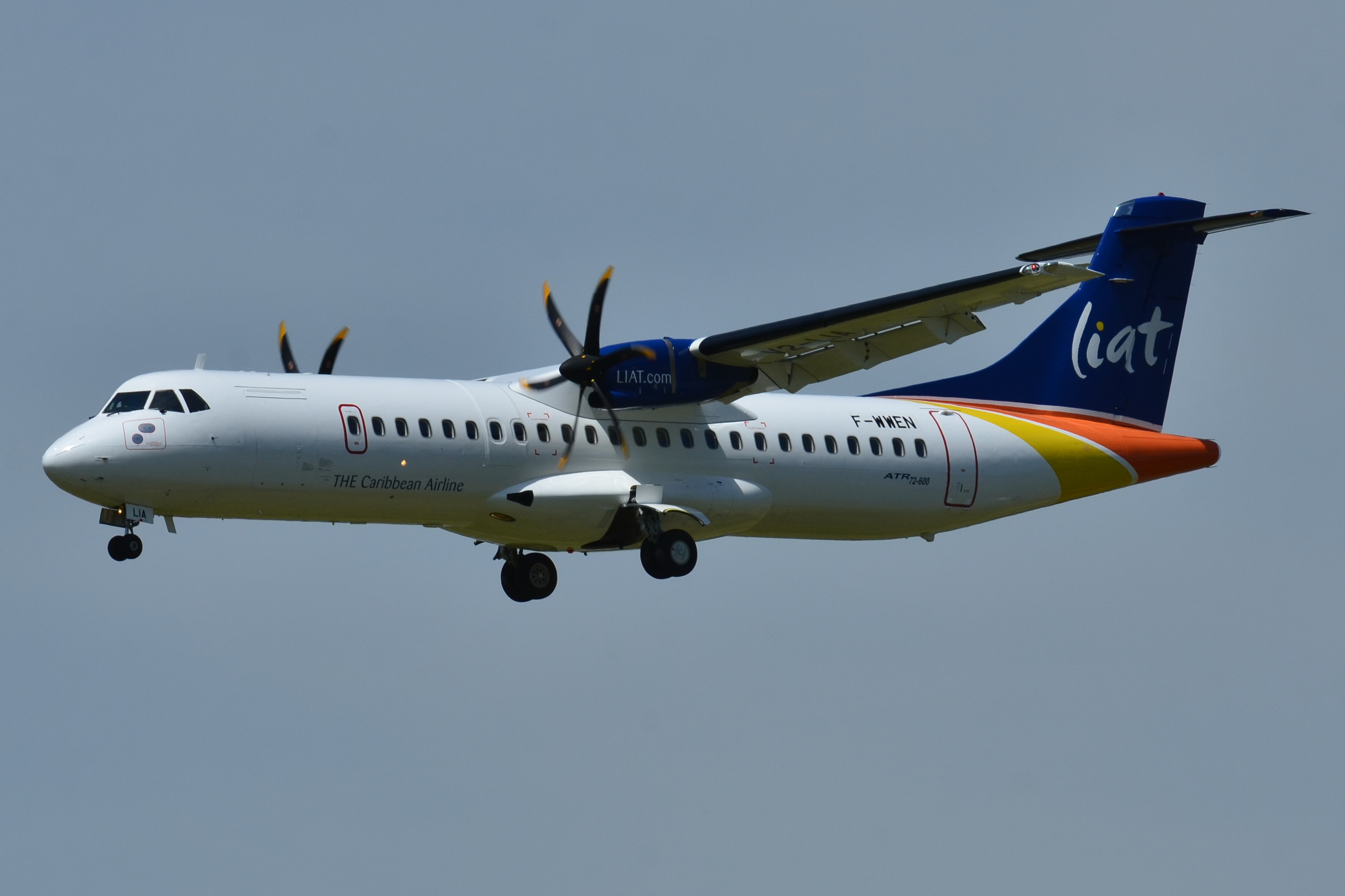

La Leeward Islands Air Transport Services venne fondata il 20 settembre 1956 e incominciò a volare con un semplice  Piper Apache in servizio tra Antigua e Montserrat.

## Flotta
Novembre 2009
- 3 De-Havilland-Canada DHC-8-100
- 14 De-Havilland-Canada DHC-8-300